# Торбете-Хейдерие
Торбете-Хейдерие (перс. تربت حیدریه‎) — город на северо-востоке Ирана, в провинции Хорасан-Резави. Административный центр одноимённого шахрестана.

## Этимология
Топоним восходит к имени суфийского мистика Котбоддина Хейдара, чья могила расположена в центре города.

## География
Город находится в центральной части остана, южнее хребта Кухе-Сорх, на высоте 1329 метров над уровнем моря.
Торбете-Хейдерие расположен на расстоянии приблизительно 110 километров к юго-юго-западу (SSW) от Мешхеда, административного центра провинции и на расстоянии 700 километров к востоку от Тегерана, столицы страны.

## История
Торбете-Хейдерие в древности был известен под названием Заве. Он был основан ещё в доисламскую эпоху, при Аршакидах. Своё нынешнее имя он получил после смерти Кутбу-д-Дина Хайдара, современника известного мистика Аттара. Статус города он получил после эпохи Сефевидов. Примерно 200 лет назад, в начале правления Каджаров, городом владел Исхак-Хан Карайи, который много сделал для благоустройства и процветания города, вверенного его попечению. Жители города активно поддерживали Конституционную (1906-1911 гг.) и Исламскую (1979 г.) революции.

## Население
По данным переписи, на 2006 год население составляло 119 360 человек.
| 1986   | 1991   | 1996   | 2006    | 2011    | 2016    |
| ------ | ------ | ------ | ------- | ------- | ------- |
| 72 068 | 81 781 | 94 647 | 121 300 | 131 150 | 140 017 |

Таким образом, среднегодовой общий прирост населения Торбете-Хейдерие составлял 2,6 % в 1986-1991 годах, затем вырос до 3,0 % в 1991-1996 годах и в конце концов опустился до 1,3 % за 2011-2016 годы, что говорит о резком падении рождаемости у местного населения. Доля города Торбете-Хейдерие в населении одноимённого шахрестана составила в 2016 году 62,3 %.

## Достопримечательности
В Торбете-Хейдерие и прилегающем к нему районе имеется около 200 природных и исторических памятников, из которых 46 включены в Список национального культурного наследия Ирана. В период с марта 2015 по февраль 2016 года шахрестан посетило 75 тысяч человек, прежде всего — гробницу Кутбу-д-Дина Хайдара, а также центры по торговле сувенирами и подарками.

Национальный парк Торбете-Хейдерие расположен в самом центре города и является одним из красивейших парков Северо-Восточного Ирана; там можно увидеть очень высокие кипарисы, разнообразные цветы, фонтаны и птиц.

В 48 км к северо-западу от города расположено село Рудмааджан. Оно привлекает к себе много туристов, так как в ней течёт полноводная река, есть красивый 28-метровый водопад, окружённый большими каменными глыбами, и высокие горы.

В центре Торбете-Хейдерие расположено старое здание из эпохи Каджаров, построенное богатым купцом Сеййидом Мухаммад-Амину-т-Туджаром, также известным как Хаджи Раис для собственного проживания. Фасад и колонны здания украшены лепниной.

Мост Кяскяк построен в конце правления Каджаров в деревне Камэ неподалёку от Торбете-Хейдерие. Он включён в Список культурного наследия Ирана. Мост построил купец Хаджи Раис для удобства путешественников и развития региона.

В 8 км к юго-востоку от города находится заповедник под названием Бозмай, занимающий площадь 28 тыс. га. Ландшафт заповедника
преимущественно гористый и холмистый. Там растёт много видов растений, как-то: мыльнянка, гвоздика, молочай, а из животных можно встретить антилопу, горного козла, горного барана, а также разнообразные виды птиц, в том числе чёрного аиста.

Старая соборная мечеть расположена к западу от могилы Кутбу-д-Дина Хайдара, построенная из кирпича. Площадь её веранды составляет 200 квадратных метров. Внутри основного здания мечети есть комната с михрабом, украшенным узорами, а купол мечети — частично позолочен и тоже богато украшен.

## Транспорт
В окрестностях города расположен одноимённый аэропорт (ICAO: OIMH).

## Известные жители
В городе окончил свои дни известный персидский писатель и переводчик Хоссейн Хаери Садр аль-Маали.